# (3110) Wagman
(3110) Wagman est un astéroïde de la ceinture principale.

## Description
(3110) Wagman est un astéroïde de la ceinture principale. Il fut découvert le 28 septembre 1975 à la station Anderson Mesa par Henry Lee Giclas. Il présente une orbite caractérisée par un demi-grand axe de 2,56 UA, une excentricité de 0,13 et une inclinaison de 2,2° par rapport à l'écliptique.

## Compléments